# Казакевич, Генех Львович
Ге́нех (Ге́нах, Ге́нрих Льво́вич) Казаке́вич (идиш הענעך קאַזאַקעװיטש‎ — hе́нэх Казаке́вич; 1883, Еловка, Черниговская губерния — 22 декабря 1935, Биробиджан) — еврейский советский журналист, публицист, критик и редактор. Писал на идише. Отец писателя Эммануила Казакевича.

## Биография
Генех Казакевич родился в Еловке (ныне Яловка Красногорского района Брянской области) в семье земледельца. В юношеские годы работал репетитором в семье состоятельных дальних родственников в Увелье и впоследствии женился на их дочери Евгении Борисовне (1908). Окончил экстерном гимназию в Новозыбкове, некоторое время учился в Киевском технологическом институте. В 1912 году окончил педагогические курсы в Гродно и до 1914 года работал в народных школах Кременчуга, затем Хотимска, а с 1916 года — Екатеринослава, где летом 1917 года дебютировал на страницах местной газеты «Дер кемфер» (Борец). В 1919 году семья эвакуировалась в Новозыбков, затем в Гомель, где он работал редактором газеты «Горепашник», затем был направлен в Киев и в 1924 году в Харьков.
Был основателем и главным редактором первых советских еврейских периодических изданий — газет «Комунистишэ фон» (Коммунистическое знамя, Киев, 1919) и «Комунистишер вэг» (Коммунистический путь, 1921), литературного журнала «Ди ройтэ вэлт» (Красный мир, Харьков, 1924), ежедневной газеты «Дэр Штэрн» (Звезда, Харьков, 1925) и других. Был редактором еврейского отдела Российского телеграфного агентства (РОСТа) в Москве. В Харькове работал также директором Всеукраинского еврейского государственного театра (УкрГОСЕТ), для которого написал пьесу «Ин дэр голдэнэр мэдинэ» (В золотой стране), редактором еврейской литературы в Укрнацмениздате.
В 1920-х годах Г. Казакевич был одним из виднейших советских еврейских литературных критиков, ответственным редактором ряда педагогических и литературных сборников, учебников, справочников, занимался переводами на идиш, обработал и издал театральные пьесы классического еврейского репертуара. Под его редакцией и в его переводах с русского языка на идиш был опубликован ряд книг как художественной литературы и публицистики, так и научной и исторической литературы.
В 1930 году переехал в Биробиджан в новосозданный Биробиджанский еврейский национальный район, где стал первым главным редактором областной газеты «Биробиджанэр штэрн» (Биробиджанская звезда, 7 июля 1935 года). Создал несколько районных двуязычных еврейско-русских газет.
Постановлением президиума облисполкома Еврейской автономной области от 23 декабря 1935 года именем Генеха Казакевича были названы одна из центральных улиц Биробиджана (бывшая Валдгеймская), переулок и первый в городе кинотеатр звукового кино, но уже постановлением президиума биробиджанского горисполкома от 8 мая 1938 года и улица и переулок Казакевича были переименованы в улицу Советскую и Советский переулок. Кинотеатр был переименован позже.

## Книги
- Голичников А., Попоригопуло Б. מיר אַלײן: קליאָש און קױלן (мир алэйн: клёш ун койлн — мы сами: клёш и пули, комедия-мелодрама в 5 актах / перевод Генеха Казакевича). — Киев: Култур-Лигэ, 1927.